# Советская депортация китайцев
Депортация китайцев в Советском Союзе была насильственным перемещением китайских граждан и этнических китайцев, являвшихся советскими гражданами, с Дальнего Востока России в Китай и Среднюю Азию, контролируемую Советским Союзом:561.  Хотя в 1926 году на Дальнем Востоке России проживало более 70 000 китайцев, к 1940-м годам китайцы почти исчезли в этом регионе:73:61. Документы, подробно описывающие депортацию китайцев, до сих пор не обнародованы:61.
С 1926 по 1937 год не менее 12 000 китайцев были депортированы с Дальнего Востока России в китайскую провинцию Синьцзян:53, около 5500 китайцев поселились в контролируемой Советским Союзом Средней Азии:53, и 3932 человека были убиты:54. Не менее 1000 китайцев были заключены в исправительно-трудовые лагеря в республике Коми и Архангельске:55.  До сих пор некоторые деревни в Коми называются «Китайскими кварталами», потому что в этих местах во время депортации содержались китайские заключённые:191.  В отличие от других депортированных народов, депортация китайцев и корейцев осуществлялась сотрудниками НКВД их собственной национальности:5.  В то время как корейцы, китайцы и японцы были вынуждены покинуть российский Дальний Восток, советское правительство запустило кампанию по поощрению одиноких женщин к переселению на Дальний Восток для замещения части депортированного азиатского населения:407.

## Предыстория

### Происхождениесинофобии

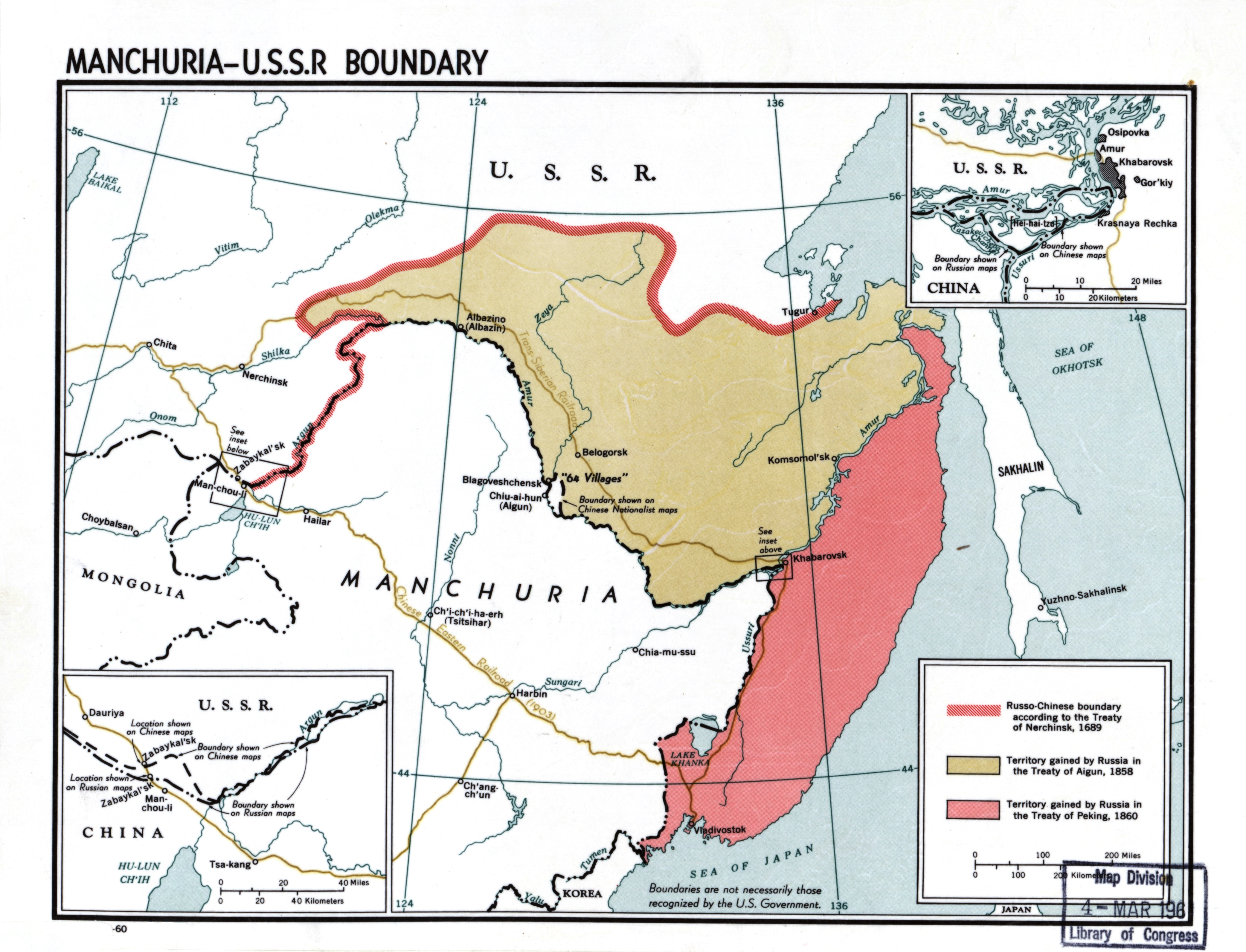
Изменения российско-китайской границы в XVII—XIX веках.

По Айгунскому договору 1858 года и Пекинскому договору 1860 года Россия получила от Китая земли к северу от Амура и к востоку от Уссури, после чего Россия начала колонизировать эти земли:35. Для России стала насущной необходимость интегрировать приобретённые земли после поражения от Японии в 1905 году, поскольку земли стали потенциальной мишенью японского экспансионизма:37. Политика колонизации северо-восточных областей Китая привела к притоку китайских рабочих на Дальний Восток России:38.
Однако рост китайского населения и торговля с Китаем вызвали растущую обеспокоенность в российском правительстве, поскольку китайская иммиграция изменит демографию региона:73. В результате власти начали ограничивать влияние китайской диаспоры:43, особенно когда поняли, что местное население по-прежнему считало китайцев собственниками земель, несмотря на завоевание территории русскими:17.  По словам русского дипломата В. В. Граве, исследовавшего регион в 1910-х годах:17:
Я немного больше сосредоточился на [предмете] китайской торговли между туземцами, чтобы дать четкое представление об ущербе с экономической и политической точек зрения и, наконец, с моральной. Эксплуатация их и их кабалы ведут к их вымиранию… наконец, за счет экономической зависимости туземцев китайцы усиливают свое политическое влияние. Это фактически делает их правителями, принижая российскую власть, которая абсолютно иллюзорна. Необходимо бороться с китайской торговлей и промышленностью в регионе, что уже давно признано российской местной администрацией.
Тем временем китайские диаспоры в России образовывали свои общины, обходившие российскую власть и практиковавшие китайские обычаи, где также возникала этническая преступность:48. По сравнению с русскими рабочими китайские были дешевле, послушнее и производительнее, что делало их популярными в российском бизнес-секторе:53. Жёлтая опасность была популярным термином для обозначения этой угрозы в конце XIX и начале XX веков:24-25:53. Китайцы в России, как и другие диаспоры, считались верными своей исконной родине:1. Как писал Фритьоф Нансен в 1914 году:1:
Китайцы и корейцы трудолюбивы и настойчивы, что не всегда можно сказать о русских. Затем уже упомянутый факт, что жёлтые люди — искусные мастера… Что китайский бизнесмен везде удачливый соперник русского или европейца, это хорошо известно. И эти качества, по выражению русского писателя Болховитинова, более опасны, чем китайская армия или флот.

### Антикитайские кампании
В 1900 году во время «восстания боксёров» в Китае и боёв с китайцами на Амуре военный губернатор Приамурья Константин Николаевич Грибский приказал выселить все китайское население области. Русская армия окружила более 3000 китайцев под Благовещенском и вытеснила их в реку Амур. Из числа выселенных выжило лишь несколько сотен человек:37-38. В 1911 году во время эпидемии чумы в Маньчжурии, российские власти снова выселили тысячи китайцев под предлогом эпидемического контроля:52. Эта акция подверглась критике со стороны российского правительства и деловых кругов из-за важной роли китайцев в местной экономике:55. В 1913 году некоторые члены Хабаровского съезда рабочих высказались о диаспоре как серьёзной угрозе границам России. Но власти отказались от каких-либо крайних действий против китайцев из-за незаменимой роли китайцев в местной коммерческой деятельности, а скорее надеялись привлечь больше европейских иммигрантов на российский Дальний Восток:139. Во время Первой мировой войны, когда Верховное командование русской армии заявило, что Германия вербует китайских шпионов из Маньчжурии, несколько тысяч китайских торговцев были депортированы из всех районов, находившихся под военным режимом. Китайцам также был запрещен въезд в Российскую империю, несмотря на нейтральную позицию китайского правительства в отношении войны:79:234.
Попытка остановить китайскую иммиграцию вскоре была прервана, поскольку мировая война вызвала острую нехватку рабочей силы в России. Когда в 1915 году ограничения для китайских мигрантов были сняты, российское правительство начало активно привлекать к работе в России большое число китайцев:44. В результате в Российскую империю въехали более 400 тысяч китайцев, которые работали во всех уголках империи:86. Однако они пострадали от последующей гражданской войны в России, поскольку подверглись дискриминации и репрессиям со стороны всех участников войны:28. Согласно китайским дипломатическим документам, Белая армия казнила захваченных китайцев и выставила их тела на всеобщее обозрение в качестве акта устрашения. Китайских мужчин часто арестовывали и казнили без суда и следствия. Недисциплинированные красноармейцы грабили и сжигали этнические китайские деревни, насиловали женщин, убивали случайных китайцев, сажали в тюрьмы и пытали мужчин призывного возраста, интернировали женщин и детей. Многие младшие командиры Красной армии считали любого, кто не говорил по-русски, потенциальными шпионами или иностранными агентами. Кроме того, армия союзников выборочно обыскивала вещи китайских рабочих. Они считали рабочих коммунистами, если им казалось что-то подозрительным, и убивали их без допроса:112-113. Около 50 000 китайских рабочих в России вступили в Красную армию, а большинство остальных вернулись на родину с помощью правительства Китая, Китайского общества Красного Креста и китайского профсоюза в России:86.

### Китайский интервенционизм
По Айгунскому договору 1858 года китайское население на бывших китайских землях, отошедших к России, оставалось китайскими подданными, имевшими экстерриториальные права и иммунитет от российского владычества. Дипломатические вмешательства Китая для защиты таких прав часто были успешными и оставались в силе до Боксёрского восстания:37. С образованием Китайской Республики в 1912 году республиканское правительство, по сравнению с предыдущим имперским правительством, больше заботилось о заграничных китайских гражданах и поощряло своих граждан в России к созданию различных самоуправляющихся групп:854. Эти группы были зарегистрированы совместно правительствами России и Китая, их ежегодные отчёты направлялись в Пекин, а их лидеры были уполномочены Пекином. Российское правительство имело лишь ограниченные сведения о тесных связях группировок с Китаем. В то же время китайские общества самостоятельно решали споры внутри китайской общины, несмотря на российскую юрисдикцию, из-за слабости российской администрации на Дальнем Востоке:855-856.

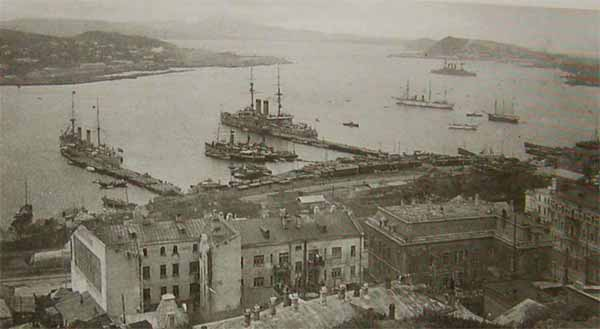
Китайский крейсер «Хай Юн» (слева) и японский линкор «Микаса» (справа) во Владивостоке в 1918 году во время Сибирской интервенции.

Во время Гражданской войны в России, когда Соединённые Штаты и Япония отправили войска во Владивосток, китайские официальные лица, в том числе находившийся в городе китайский поверенный Лу Шиюань, обратились к Пекину с просьбой о военной защите:61-62. В апреле 1918 года китайское правительство направило из Шанхая во Владивосток крейсер «Хай Юн». В последующие месяцы китайское правительство арендовало у Китая[прояснить] несколько пассажирских судов для эвакуации своих граждан из региона:69-70. В 1919 году были дополнительно развёрнуты китайские военные корабли «Chiang Hung», «Li Chuan», «Li Sui» и «Li Chieh»:237 для защиты права китайского судоходства на Амуре:239. В 1920 году во Владивосток был отправлен «Юн Чиен», чтобы заменить «Хай Юн». «Yung Chien» был последним китайским военным кораблём миссии, покинувшим Владивосток в начале 1921 года.
При советской власти дипломатические представительства Китайской Республики, считавшейся дружественной Советскому Союзу страной, не закрывались, в отличие от представительств других стран. По состоянию на 1938 год в Советском Союзе было 10 китайских консульских учреждений, из которых пять в Средней Азии контролировались местными властями Синьцзяна, а не центральным правительством Китая, а остальные находились во Владивостоке, Хабаровске, Благовещенске, Чите и Новосибирске. Уникальное присутствие китайских дипломатических представительств было связано с советской поддержкой Китайской республики в китайско-японской войне. Однако дружеское отношение не распространялось на китайцев, проживающих в Советском Союзе. Китайцы имели негативный образ среди представителей власти и советское правительство рассматривало их как угрозу государству из-за их связи с японским марионеточным государством Маньчжоу-Го и Японии. НКВД рассматривал враждебность к японцам в общинах как результат провокаций японских шпионов с целью подстрекательства к убийствам японских подданных, тем самым предоставив Японии повод для войны против Советского Союза.

### Эволюция советской политики
После Гражданской войны в России правящая Коммунистическая партия ввела новую экономическую политику, которая вскоре привлекла китайских иммигрантов обратно на Дальний Восток России, где не хватало рабочей силы. Хотя советское правительство также переселило 66 202 человека из Европы на Дальний Восток:86, растущее число китайцев по-прежнему оказывало огромное влияние на местную экономику. К концу 1920-х годов китайцы контролировали более половины торговых мест и доли торговли на Дальнем Востоке. Китайцы контролировали 48,5 % продуктовых магазинов, сбывали 22,1 % продуктов питания, напитков и табачных изделий:41. В то время большинство китайцев в России, как и в дореволюционное время, проживало на российском Дальнем Востоке, особенно во Владивостоке. По переписи 1926 года во Владивостоке проживало 43 513 китайцев, что составляло 67 % всего китайского населения на Дальнем Востоке:24. Однако эта цифра могла занижать местное китайское население, так как не включала сведения о сезонных рабочих:41. Среди местных китайцев 98 % не имели советского гражданства:10.
В начале коммунистического правления советское правительство пыталось процветать китайской общине, разрешая публикацию китайских газет, поощряя создание китайских профсоюзов и продвигая обучение грамоте среди китайцев:61. В частности, правительство пыталось продвигать латинизированную форму китайского языка среди китайцев, надеясь, что они распространят коммунистическую революцию на свою родину:199. Однако в 1926 году Наркомат иностранных дел постановил всеми средствами воспрепятствовать миграции китайцев и корейцев на советскую территорию, поскольку они считались опасными для Советского Союза. Корейцев начали переселять с Дальнего Востока, при этом принимались меры по выдавливанию китайцев из приграничья:116-117. В 1928 году региональный представитель Наркомата иностранных дел во Владивостоке Гейцман писал, что экономическая мощь Китая подорвёт политический авторитет Советского Союза:213-214. Далее он предложил, чтобы место каждого депортированного китайского рабочего мог занять кореец:100, в то время как Владимир Арсеньев, участвовавший в депортации китайцев в царскую эпоху, представил отчёт Дальневосточной комиссии, уведомляя о том, что свободные миграции из Китая и Кореи в районах, граничащих со странами, должны быть остановлены, а вместо этого район должен быть заполнен мигрантами из Сибири и Европы:117.
С конца 1920-х годов Советский Союз ужесточил контроль на китайско-советской границе, приняв следующие меры: 1) ужесточение проверок безопасности при въезде в Союз; 2) обложение исходящих посылок стоимостью менее 300 рублей по ставке 34 %. Когда китайцы уезжали из Советского Союза, им нужно было заплатить дополнительную плату в размере 14 рублей за выезд и пройти регистрацию нагишом. Денежные переводы китайцев были ограничены. На китайцев и их имущество возлагались дополнительные налоги, в том числе налог на коммерческую лицензию, бизнес, доход, прибыль, частные долги, доки, бедность, школу и т. д. Китайцы были вынуждены вступать в местные профсоюзы рабочих по требованию работодателей:27-28. Таким образом, после 1926 года китайское население начало сокращаться в результате советской политики отказа от иностранных рабочих, прекращения частного бизнеса и ликвидации преступности в регионе:24-25. Несмотря на сокращение китайского населения, советское правительство по-прежнему считало выходцев из Восточной Азии, включая китайцев, японцев и корейцев, серьёзной угрозой для страны, особенно после японского вторжения в Маньчжурию в 1931 году, усилившего японскую угрозу Советскому Союзу:142-143.

## Депортация 1920-х годов

### Коллективизация в СССР
С 1928 по 1932 год, когда коллективизация привела к значительному усилению расовой напряженности; резкие антикитайские и антикорейские настроения привели к массовому оттоку китайского и корейского населения из региона:840. На Дальнем Востоке России 7978 китайцев составляли 37 % тех, кто владел недвижимостью в городах. Среди китайских собственников было 2372 человека, у которых был хотя бы один рабочий. Хотя большинство из них занимались только мелким бизнесом, вся их собственность была конфискована советским правительством в ходе социалистических преобразований:90-91. В отличие от корейцев, живущих в СССР, у китайских фермеров в основном были семьи в Китае, поэтому они не желали постоянно работать в Советском Союзе. Таким образом, включение их в процессы коллективизации в СССР вызвало их недовольство. Между тем в правительстве росло беспокойство, поскольку они не могли контролировать местных китайцев. Власти признали, что у них мало информации о временных китайских работниках, приехавших в Россию без законного разрешения и вернувшихся аналогичным образом. Они жаловались, что китайцы вывозят прибыль в России из страны:90-91. В результате правительство отказывалось предлагать китайцам сельхозугодья, намеренно снижало цены на китайскую сельскохозяйственную продукцию и высылало непослушных. Колхозы, управляемые китайцами, также стали мишенью Великой чистки 1933 года, в ходе которой руководители нескольких китайских колхозов были осуждены за торговлю людьми и другие преступления. При Иосифе Сталине торговля людьми и контрабанда были серьёзными политическими преступлениями, которые строго разграничивались, но эти преступления были лишь удобным предлогом для арестов. Многие обвиняемые в преступлениях так и не пересекли границу, а депортации стали мощным правовым инструментом контроля над приграничным регионом:131.

### Конфликт на КВЖД

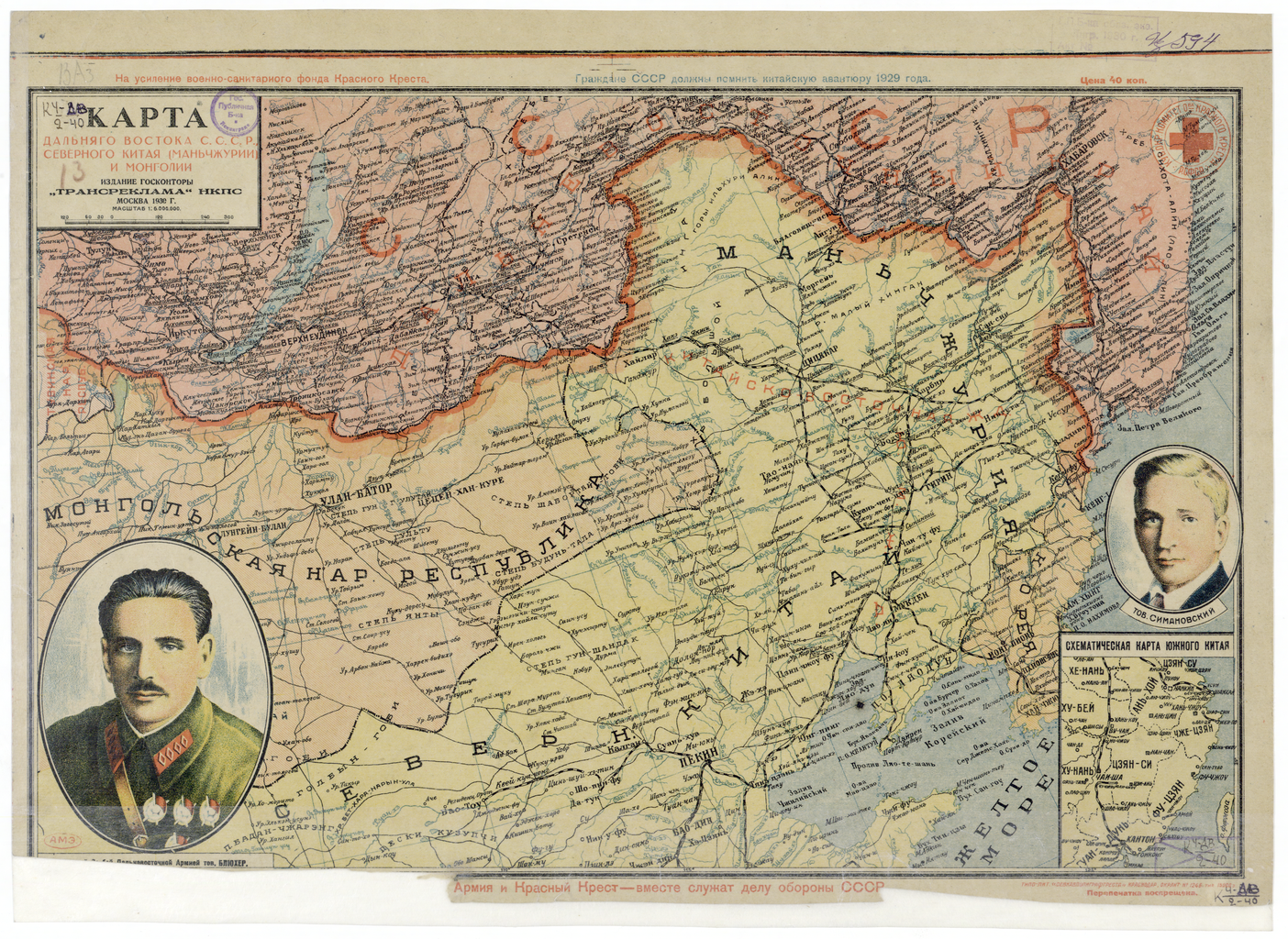
Советская карта конфликта на КВЖД в редакции 1930 года

В мае 1929 года при поддержке националистического правительства Чан Кайши армия маньчжурского военачальника Чжан Сюэляна совершила налёт на советское консульство в Харбине и задержала советских граждан в консульстве, что привело к советским ответным действиям в виде арестов китайских граждан в Советском Союзе:82. 19 июля 1929 года СССР разорвал дипломатические отношения с Китаем, а все дипломаты были отозваны или высланы в свои страны. Советский Союз приостановил железнодорожное сообщение и потребовал, чтобы все китайские дипломаты покинули советскую территорию:82. Советское правительство вынудило китайцев переселиться в Маньчжурию. Тысячи китайцев в Иркутске, Чите и Улан-Удэ были арестованы по таким причинам, как нарушение местных порядков и уклонение от уплаты налогов. При оставлении страны каждый китаец, который пересекает границу с более чем 30 рублями наличными, должен был заплатить властям излишек. За наличие 1000 рублей при пересечении границы их арестовывали, а все деньги конфисковали:30.
По данным шанхайской газеты Шэньбао, китайцев массово задерживали. 24 июля 1929 года газета сообщила, что «около тысячи китайцев, проживавших во Владивостоке, были задержаны советскими властями. Все они считались буржуями». 12 августа газета сообщила, что во Владивостоке в тюрьмах по-прежнему находятся 1600—1700 китайцев, и что каждый из них ежедневно получает кусок ржаного хлеба и подвергается пыткам. 26 августа газета продолжила, что задержанные в Хабаровске китайцы ежедневно ели только хлебную похлебку, немало людей повесились от невыносимого голода. 14 сентября газета сообщила, что во Владивостоке арестована ещё тысяча китайцев, а китайцев в городе почти не осталось. 15 сентября газета сообщила, что 8-9 сентября во Владивостоке было арестовано более 1000 китайцев и что, по оценкам, в городских тюрьмах находится более 7000 китайцев. 21 сентября газета сообщила: «Правительство на Дальнем Востоке России обмануло арестованных китайцев и заставило их построить железную дорогу между Хэйхэ и Хабаровском. Подневольным рабочим давали только два куска ржаного хлеба в день. Если они работали медленно их пороли, поставив на грань выживания»:31.
После подписания Хабаровского протокола, урегулировавшего вопросы конфликта на КВЖД, советское правительство освободило большинство арестованных китайцев. Китайцы подверглись жестоким пыткам со стороны властей, конфискованное имущество китайцам не было возвращено. Все освобожденные китайцы впоследствии вернулись в Китай:31. Конфликт стал поворотным моментом в жизни людей, объединившим советское окраинное сообщество и настроившим его против китайцев:155. Советское правительство начало препятствовать пересечению границы китайцами после того, как Япония создала зависимое государство Маньчжоу-Го на северо-востоке Китая:129. Многие китайцы в России были выходцами из Маньчжурии; таким образом, Япония могла бы объявить китайцев на Дальнем Востоке России подданными своего государства-клиента:12.

## Депортация 1936—1938 годов

### Ликвидация Миллионки

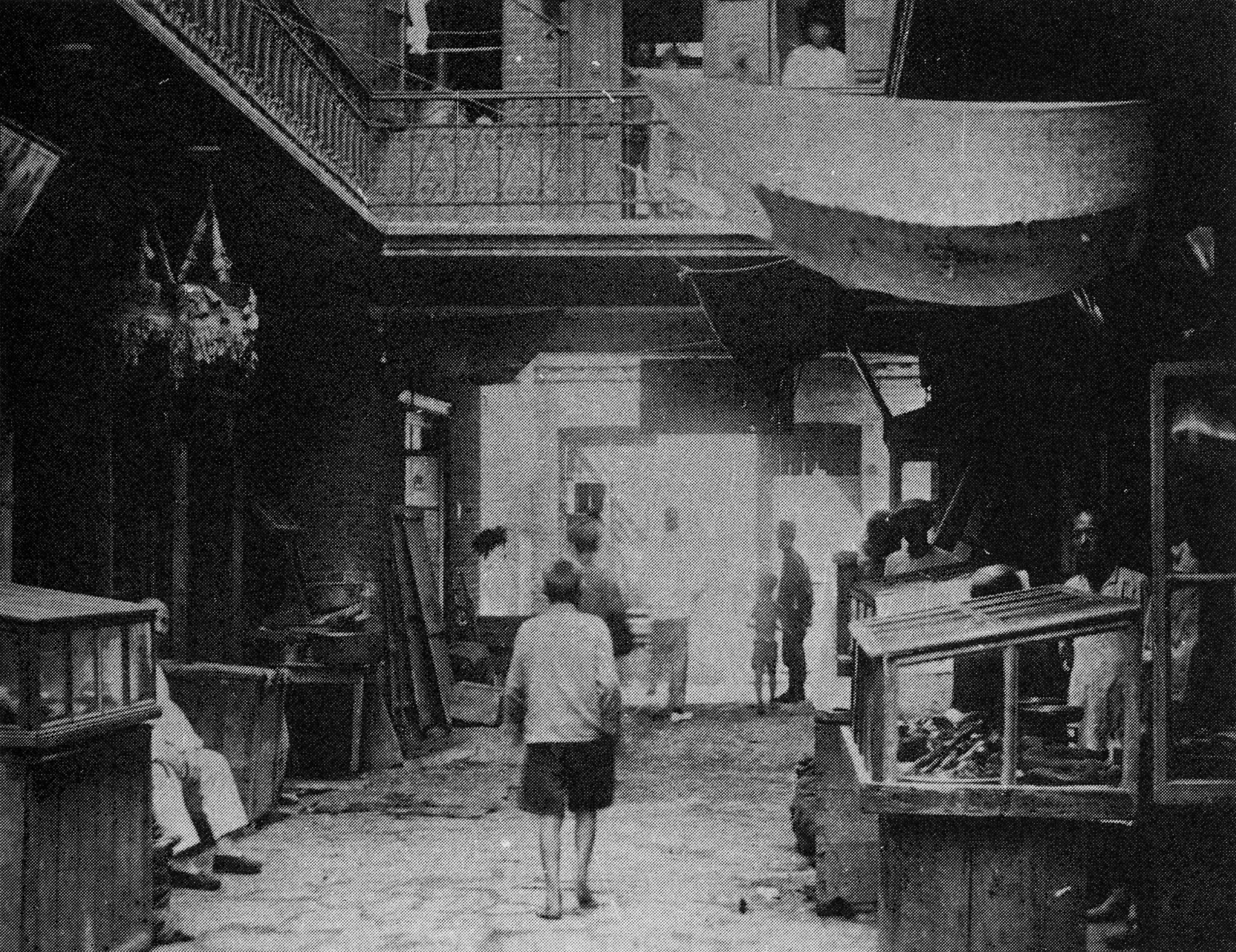
Внутренний двор Миллионки в 1920-е годы

17 апреля 1936 года Политбюро приняло решение о ликвидации Миллионки — китайского квартала Владивостока:105. Операция началась в мае 1936 года, когда сотрудники НКВД Приморского края обыскали и арестовали незарегистрированных арендаторов, преступников и содержателей притонов в Миллионке, изгнали из района всех остальных китайских жителей и конфисковали все имущество, принадлежавшее китайским гражданам:105. В мае и июне 1936 года китайские консульства дважды вмешивались в репрессии советских войск в Миллионке, поскольку подавление преступлений и нелегальной иммиграции вызвало панику среди местных китайцев:105. ЦК ВКП(б) дополнительно обсудил ликвидацию Миллионки 17 июня 1936 года, проект ответа китайским дипломатам был одобрен:105. Учитывая негативное влияние пакта о взаимопомощи между Советским Союзом и Монгольской Народной Республикой, которую Китай считал сепаратистским правительством, Политбюро СССР приказало местному правительству не создавать впечатление, что операция нацелена на китайцев, и завершить ликвидацию Миллионки к концу 1936 года:42-43:105. Муниципальные власти Владивостока также пообещали предоставить легальным жителям Китая альтернативное жилье:105. Согласно китайским дипломатическим документам, с конца 1935 года по начало 1937 года советское правительство депортировало несколько партий китайцев:47. Однако с эскалацией войны между Китаем и Японией в 1937 году Советский Союз возобновил массовую депортацию азиатского населения:47.

### Аресты и депортации
21 августа 1937 года началась депортация корейцев, крупнейшей азиатской группы на Дальнем Востоке России. 23 октября харбинские русские были дополнительно включены в список объектов чистки после поляков, немцев и корейцев, как было объявлено приказом 693 НКВД. 10 ноября консульство Китайской Республики в Чите сообщило Министерству иностранных дел, что Советский Союз ежемесячно переселяет 30 000 европейцев в Сибирь и на Дальний Восток для укрепления обороны и экономического строительства в регионе. Консульство также сообщило, что, чтобы сэкономить место для европейских мигрантов и избежать сговора Китая или Кореи с Японией и Маньчжоу-Го, советское правительство ввело политику выселения корейцев и китайцев. Однако китайское правительство не обратило особого внимания на эту информацию из-за войны с Японией:48.

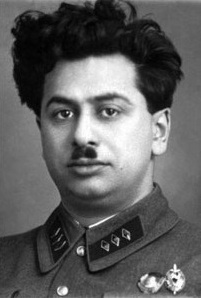
Генрих Люшков.

22 декабря 1937 года Николай Ежов с провокационными и террористическими целями приказал председателю НКВД на Дальнем Востоке Генриху Люшкову арестовать всех китайцев:48. Однако советские обвинения в адрес китайцев часто не оправдывались. Например, был слепоглухой китайский шахтер, обвиненный советскими властями в шпионаже. Китайский бизнесмен по имени Хуан Нанбо был арестован за то, что говорил по-русски:86. На следующий день Ежов опубликовал «План подавления китайских предателей и шпионов» и приказал убрать все тайники китайцев и других лиц, тщательно обыскать их и арестовать арендаторов и помещиков. Всех антисоветски настроенных китайцев, китайских шпионов, китайских контрабандистов и китайских преступников советской национальности должна была судить группа из трех человек во главе с Люшковым. Антисоветски настроенные китайцы и китайские шпионы должны были быть репрессированы. Любые иностранцы, причастные к подобным мероприятиям, должны были быть высланы после суда. Всем подозрительным запрещено проживать на Дальнем Востоке, в Чите и Иркутске:43-44.
31 января 1938 года Политбюро СССР решило продолжить подавление этнических меньшинств и добавило отдельную китайскую линию. В результате массовые аресты китайцев стали общенациональными и стали происходить там, где массовых арестов не было. Советское правительство считало, что японская Квантунская армия подготовила многих русскоязычных китайцев для проникновения в Россию для шпионажа. Таким образом, возникла необходимость исключить китайцев в регионе, чтобы парализовать японскую разведку в регионе:87. Консульства Китайской Республики в Хабаровске и Благовещенске сообщили об арестах более 200 и 100 китайцев соответственно:44. В июне 1938 года число арестованных китайцев значительно сократилось. Сообщается, что с 12 по 13 января 1938 года в Благовещенске было арестовано более 20 китайцев:44. 21 января 1938 года в Хабаровске были расстреляны десятки бывших работников КВЖД. Все китайцы, проживавшие во Владивостоке или жившие в пределах 60 миль от границы, были вынуждены переселиться. С августа 1937 года по май 1938 года было арестовано 11 000 китайцев и депортировано ещё 8 000 китайцев:47. 22 февраля китайское консульство в Хабаровске сообщило о ещё сотне невинных китайцев, арестованных в предыдущую ночью НКВД, и о том, что ранее арестованные китайцы были вынуждены работать в этих отдаленных холодных районах. 2 марта китайское консульство во Владивостоке сообщило: «Советские власти днем и ночью разыскивали китайцев, арестовывая китайцев, даже когда они были на работе. Советы были настолько агрессивны, что не было места ни для каких уступок. Обращение было таким же жестоким, как в 1900 году, когда многие китайцы были утоплены в реке Хэйлунцзян»:44-45.

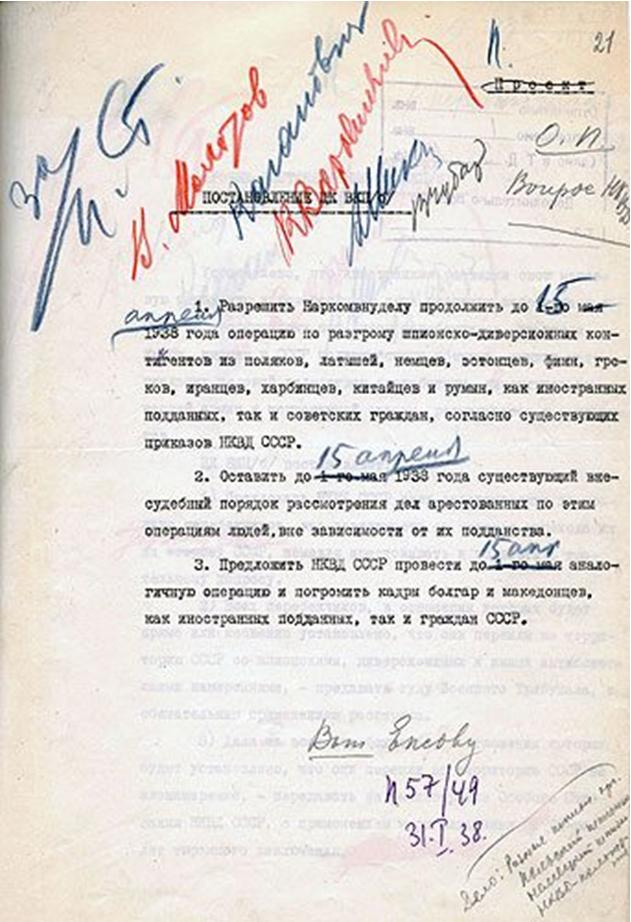
Постановление ЦК ВКП(б) от 31 января 1938 года о продолжении разгрома шпионско-диверсионных контингентов («… иностранных подданных, так и граждан СССР …») до 15 апреля. Китайцы упомянуты в первом пункте.

После массовых арестов во Владивостоке осталось всего чуть более одной тысячи китайцев. Власть прекратила их розыски и задержания на месяц. После того, как китайцы, укрывшиеся в китайском консульстве, покинули его, аресты возобновились. Вокруг китайского консульства были установлены контрольно-пропускные пункты, поэтому китайцы не могли вернуться в консульство за помощью, что привело к аресту почти всех китайцев во Владивостоке:87. В ходе второй и третьей операций по поиску и задержанию было арестовано 2005 и 3082 китайца соответственно. 7 мая китайское консульство во Владивостоке сообщило о задержании от 7 до 8 тысяч китайцев. Китайцы заполнили местные тюрьмы; переполненные тюрьмы и пытки во время допросов часто приводили к гибели людей:44—45. Большинство депортированных китайцев прибыли в Синьцзян через Казахстан:143. С августа 1937 по июнь 1938 года на Дальнем Востоке России было репрессировано от 200 до 250 тысяч человек (не менее 8 % местного населения), что намного выше, чем по Советскому Союзу в целом:51. Выселение китайских и корейских общин из региона нанесло невосполнимый ущерб сельскому хозяйству, поскольку они были самыми продуктивными земледельцами региона. Это привело к срыву выполнения пятилетнего плана в регионе:51.

### Китайская реакция на депортацию
10 января 1938 года Юй Мин, поверенный в посольстве Китая в Москве, подал представление, призывая советские власти освободить китайцев. Китайская просьба о встрече с начальником Дальневосточного отдела Наркомата иностранных дел на следующий день была отклонена офицером, заявившим, что он болен. 13 января некоторые китайцы сообщили китайским консульствам во Владивостоке и Хабаровске, что задержанные китайцы голодают и даже замучены до смерти, однако НКВД отвергло любые встречи или пожертвования еды китайскими консульствами:48.
6 февраля оскорбления Советского Союза в отношении китайцев попали в заголовок «Central Daily News», официальной газеты правящих китайских националистов. 14 февраля китайское консульство во Владивостоке сообщило Министерству иностранных дел, что «советские грабили все, особенно деньги и имущество; если они были где-то спрятаны, китайцы подвергались вымогательству пытками, и многие люди были убиты при таких задержаниях, которые был жалкими и суровыми до крайности». 17 февраля китайское консульство в Хабаровске выразило протест против пыток во время допросов, призвав Советский Союз освободить арестованных китайцев:44-45, 48. 19 февраля «Central Daily News» снова выразила протест против жестокого обращения Советского Союза с китайцами. 21 февраля базирующаяся в Гонконге газета «Kung Sheung Daily News» повторно опубликовала репортаж Японии о жестокости Советского Союза по отношению к китайцам, выразив свое возмущение действиями Советского Союза.
С 18 апреля 1938 года министр иностранных дел националистического правительства Китая Ван Чунхуэй и посол СССР в Китае Иван Трофимович вели четырёхдневную беседу по поводу задержания китайских граждан на Дальнем Востоке России. Были достигнуты следующие договорённости:50:
1. Советский Союз готов оплатить расходы по переселению китайских граждан во внутренние районы Союза и Синьцзян, но это должно быть сделано поэтапно советскими органами местного самоуправления.
2. Советский Союз предоставляет китайским гражданам определённый период времени, который колеблется от двух недель до одного месяца, для решения личных вопросов.
3. Советский Союз будет переселять только китайцев, имеющих возможность и желание работать в Советском Союзе, во внутренние районы страны, а остальным китайцам будет удобно вернуться в Китай через Синьцзян.
4. Советский Союз будет помогать китайцам распоряжаться их недвижимостью либо для продажи, либо для доверительного управления. При отсутствии доступного доверительного управляющего китайские консульства могут выступать в качестве доверительного управляющего, только если под опекой консульств не находится крупная недвижимость. Городские власти пришлют специальных чиновников для оказания помощи.
5. Отдел иностранных дел городских властей должен составить список имен китайцев для переселения, как это определено в статье 3; копию списка с указанием времени переселения. Оба документа должны быть представлены через дипломатические представительства в консульства Китая во Владивостоке, Хабаровске и Благовещенске для регистрации.
6. Советский Союз разрешает советским жёнам китайцев переезжать в Китай.
7. Советский Союз соглашается освободить арестованных китайцев в принципе, если они не совершили тяжких преступлений.

Однако советское правительство отказалось предоставить какую-либо письменную гарантию заключений, а Китай также не настаивал на наличии письменной гарантии, надеясь сохранить хорошие отношения с Советским Союзом во время войны с Японией:50.  Между тем, не давая какие-либо доказательства преступлений, совершенных арестованными китайцами, советские официальные лица также неоднократно сообщали китайским дипломатам директивы как таковые:
Мы полностью учитываем существующие дружеские отношения между Советским Союзом и Китаем и считаем, что решительная ликвидация этих японских агентов из числа китайских предателей пошла не только на пользу Советскому Союзу, но и на пользу Китаю, так как мы тем самым защищаем его национальные интересы.
20 мая 1938 года советское правительство проинформировало посольство Китая о новой политике в отношении депортации китайцев. Пока китайские дипломаты вели переговоры с советским правительством о продаже принадлежащей китайцам собственности, первая партия из 1379 китайцев была вывезена из Владивостока в Аягоз (Казахская ССР), откуда их в дальнейшем перевели в Синьцзян. Хотя официальная советская политика требовала добровольной перевозки китайцев, депортация была насильственной. 3 июня 1938 года Николай Ежов отдал приказ Генриху Люшкову, согласно которому:50-51
1. Китайцы без китайских или советских удостоверений личности должны были получить китайские паспорта в китайских консульствах.
2. Советские жёны китайских мужчин должны были отказаться от советского гражданства, если они отправились в Синьцзян.
3. Китайские жёны китайских мужчин с действительными советскими удостоверениями личности должны быть депортированы в Казахскую ССР вместе с их мужьями.
4. Если советская жена китайского мужчины была депортированной национальности, депортация в Китай не разрешалась.
5. Станцией назначения китайских депортированных был Аягоз, откуда им нужно было добраться до Синьцзяна через контрольно-пропускной пункт Бахты.
6. Станция, откуда осуществляется депортация, будет дополнительно сообщена Станиславом Реденсом.
7. Расходы на первую партию депортации будут оплачены из текущего баланса, а дополнительные специальные средства будут подготовлены в течение нескольких дней.

10 июня 1938 года Политбюро СССР приняло постановление о переселении китайцев на Дальний Восток, которое прекратило принуждение китайцев на Дальнем Востоке России. Детали новой политики были отправлены Ежовым Генриху Люшкову на следующий день. С середины июня до конца 1938 года депортация продолжалась. Таким образом, в 1939 году в регионе осталось мало китайцев:52. В ноябре 1938 года китайское посольство обратилось к советскому правительству с просьбой об освобождении китайских военнопленных, среди которых около 1000 человек были освобождены и депортированы в Синьцзян:52-53.

### Пункты назначения депортированных
Согласно документам советского правительства, с конца 1937 по начало 1938 года НКВД арестовало тысячи китайцев. С мая по июль 1938 года поездами было депортировано 11 200 китайцев, из них 7900 отправлено в Синьцзян, 1400 — в Казахскую ССР и 1900 — в разные районы Дальнего Востока. С июня по июль 1937 года из Владивостока в Синьцзян через Казахскую ССР отправились четыре поезда с 7310 китайскими мигрантами и их семьями. Один поезд вез тех, кто получил советское гражданство или не хотел возвращаться в Китай на земли в пределах Хабаровска подальше от границ:18.
Согласно китайским дипломатическим документам, отчетам правительства Синьцзяна и решению Советского Союза об освобождении китайцев, совершивших незначительные правонарушения, не менее 12 000 китайцев были депортированы с Дальнего Востока России в Синьцзян:53. Результаты советской переписи 1936 года также свидетельствуют о том, что в Среднюю Азию переселилось не менее 5500 китайцев:53. Кроме того, согласно базе данных жертв государственного террора в СССР «Мемориала», было расстреляно 3932 китайца, большинство из которых произошло с начала августа до конца ноября 1938 года:54. По данным ГУЛАГа, на 1 января 1939 года в исправительно-трудовых лагерях содержалось 3179 этнических китайцев, из них 1794 граждан Китая. На 1 января 1942 года количество этнических китайцев, содержащихся в исправительно-трудовых лагерях, достигло 5 192 человек.

## Последствия
После депортации Миллионка превратилась в город-призрак. Вывески магазинов были снесены. Бордели и все другие предприятия исчезли. Не осталось никаких признаков того, что здесь жили китайцы. Полвека во Владивостоке жили только советские граждане, вплоть до распада Советского Союза в 1991 году. Когда китайские рабочие и торговцы вернулись в город после 1992 года, они снова столкнулись со старыми сталинскими подозрениями в отношении чужаков и расовой напряженностью. 8 июня 2010 года в Миллионке были обнаружены трупы китайцев — предположительных жертв Великой чистки.
Сегодня некоторые деревни в Коми называют «чайнатаунами» из-за китайских заключенных, содержавшихся здесь в 1940-х и 1950-х годах:191.

## Память
Правозащитное общество «Мемориал» обнаружило записи о более чем 2000 китайских жертв советских политических репрессий, однако было почти невозможно распознать их оригинальные китайские имена в русских шрифтах. 30 апреля 2017 года сотрудники гражданской инициативы «Последний адрес» установили доску с надписью в память о Ван Си Сяне — китайце, жертве Великой чистки, в московском офисе Международного комитета Красного Креста.